# Big Lake (Washington)
Big Lake je obec v okresu Skagit, v americkém státě Washington. V roce 2010 zde žilo 1 835 obyvatel a obec je částí metropolitní statistické oblasti Mount Vernon-Anacortes.
Big Lake je obcí dojíždějících pracovníků ve venkovském prostředí, přestože poslední léta zažila velký předměstský rozvoj. Obec ale zůstala převážně rezidenční oblastí. Mimo domy a byty pracovníků se na východním břehu jezera nachází devítijamkové golfové hřiště, bar a gril s námětem 50. let, obecní obchod s kuriozitami a malá, ale rostoucí základní škola. Ta, společně s obchodem s kuriozitami, se nachází na severním břehu jezera, kde kdysi stálo rušné dřevařské městečko. Na začátku minulého století zničil část města požár, a to, co bylo ztraceno, už nikdy nebylo znovu postaveno.
Podle důchodu na hlavu je obec 134. z 522 zařazených obcí ve státě.

## Geografie
Obec má rozlohu 12,3 km², z čehož 16 % je voda.

## Demografie
Z 1 835 obyvatel, kteří zde žili roku 2010, bylo 93 % běloši, 2 % Asiaté a 0,5 % původní obyvatelé. 6 % obyvatelstva bylo Hispánského původu.